# Кошово (Вологодская область)
Кошово — деревня в Великоустюгском районе Вологодской области.
Входит в состав Красавинского сельского поселения, с точки зрения административно-территориального деления — в Красавинский сельсовет.
Расстояние по автодороге до районного центра Великого Устюга — 10 км, до центра муниципального образования Васильевского — 10 км. Ближайшие населённые пункты — Уржумово, Полутово, Бушково.
По переписи 2002 года население — 25 человек (13 мужчин, 12 женщин). Всё население — русские.